# Michail Anatoljewitsch Rusjajew
Michail Anatoljewitsch Rusjajew (russisch Михаил Анатольевич Русяев; * 15. November 1964 in Tschaa-Chol; † 10. April 2011 in Moskau) war ein russischer Fußballspieler.

## Leben
In der Tuwinischen ASSR geboren wuchs Rusjajew durch den alsbaldigen Umzug seiner Eltern nach Moskau in der Hauptstadt der UdSSR auf.
Er verstarb am 10. April 2011 an den Spätfolgen eines 2005 erlittenen Schlaganfalls, durch den er halbseitig gelähmt war. Sein Grab befindet sich auf dem Chowanskoje-Friedhof.

## Karriere
Rusjajew begann seine Karriere bei Spartak Moskau, wo er 1982 in der sowjetischen Oberliga debütierte und in seiner ersten Saison mit 3 Einsätzen zum Erreichen des 3. Platzes beitrug. In den folgenden Jahren gehörte er stets zum Kader von Spartak, konnte jedoch nie die Rolle eines Ergänzungsspielers abstreifen. So kam er 1987, als Spartak sowjetischer Meister wurde, nur zu 2 Einsätzen ohne eigenes Tor.
Ab der Oberliga-Saison 1988 spielte Rusjajew für den Moskauer Stadtrivalen Lokomotive Moskau. Dort gehörte er jeweils zur Startelf und wurde zudem jeweils bester Torschütze des Klubs. 1989 stieg Lokomotive aus der Oberliga ab und Rusjajew nutzte die Möglichkeit, um nach Deutschland zu wechseln.
Dort spielte er ab der Rückrunde der Saison 1989/90 für Alemannia Aachen in der 2. Bundesliga. Zur Saison 1990/91 wechselte er zum Aufsteiger VfB Oldenburg, welcher 1991/92 mit einem 2. Platz in der Nord-Staffel nur knapp den Aufstieg in die 1. Bundesliga verpasste.
Nach dem Auslaufen seines Vertrags im Sommer 1992 wechselte Rusjajew für den Rest der russischen Oberliga-Saison 1992 zurück zu Spartak, wo er russischer Meister wurde und auch zur ersten Mannschaft gehörte.
Zur Rückrunde der Saison 1992/93 wechselte er erneut nach Deutschland und schloss sich Tennis Borussia Berlin an. Mit den Veilchen wurde er Sieger in der Nord-Staffel der drittklassigen Oberliga Nordost und aufgrund der Lizenzverweigerung für den 1. FC Union Berlin auch Aufsteiger in die 2. Bundesliga. Trotz des sofortigen Abstiegs 1993/94 blieb er bei TeBe. Nach der Meisterschaft in der Regionalliga Nordost 1995/96, in der er mit 21 Toren bester Torschütze von TeBe und zweitbester Torschütze der Liga wurde, und dem verpassten Aufstieg in die 2. Bundesliga verließ Rusjajew die Charlottenburger.
Von 1996 bis 2000 spielte er für den FC Carl Zeiss Jena. In den Jahren 1996/97 und 1997/98 zunächst zweitklassig. Danach bis zum Ende der Saison 1999/2000 in der drittklassigen Regionalliga Nordost.
Insgesamt absolvierte Rusjajew 147 Einsätze in der 2. Bundesliga und erzielte dabei 36 Tore. Mit 47 Toren in 120 Spielen ist er der fünftbeste Torschütze der von 1994 bis 2000 bestehenden Regionalliga Nordost.
Nach dem Ende seiner Spielerkarriere war 2000 bis 2003 kurzzeitig in der sportlichen Leitung des Fußballklubs „Nickel“ aus Norilsk sowie beim FK Moskau tätig. Da seine Familie weiterhin in Deutschland lebte, kam er bei Makkabi Berlin sporadisch noch zu einigen Einsätzen im Amateurbereich.